# 欧洲东部时间
| 淺藍 | 欧洲西部时间／格林尼治標準時間（UTC）                       |
| 藍色 | 欧洲西部时间／格林尼治標準時間（UTC）                       |
| 藍色 | 欧洲西部夏令时间／英国夏令时／愛爾蘭標準時間（UTC+1）       |
| 紅色 | 欧洲中部时间（UTC+1）                                       |
| 紅色 | 欧洲中部夏令时间（UTC+2）                                   |
| 黃色 | 欧洲东部时间／加里宁格勒时间（UTC+2）                       |
| 金色 | 欧洲东部时间（UTC+2）                                       |
| 金色 | 欧洲东部夏令时间（UTC+3）                                   |
| 淺綠 | 歐洲极东時間／莫斯科时间／土耳其時間（UTC+3）               |
| 青綠 | 亞美尼亞時間／亞塞拜然時間／喬治亞時間／薩馬拉時間（UTC+4） |

欧洲东部时间（Eastern European Time，缩写EET）是比世界标准时间（UTC）早二个小时的时区名称之一。它被部分欧洲国家、北非国家和中东国家采用。其中大部分国家夏季采用欧洲东部夏令时间。

## 使用国家
只有一个国家全年使用欧洲东部时间：
- 利比亚

下列国家冬季使用欧洲东部时间：
- 保加利亚，1894年开始。
- 塞浦路斯
- 埃及
- 爱沙尼亚，1921年–1940期间，1989年开始。
- 芬兰，1921年开始（见芬兰时间）。
- 希臘，1916年开始。
- 以色列，1948年开始。
- 拉脱维亚，1926年–1940期间，1989年开始。
- 黎巴嫩
- 立陶宛，1920年，1989年开始。
- 摩尔多瓦，1924年–1940期间，1991年开始。
- 巴勒斯坦
- 罗马尼亚，1931年开始。
- 乌克兰，1924年–1930期间，1990年开始。

莫斯科在1922年到1930年和1991年到1992年使用欧洲东部时间，波兰则在1918年到1922年使用这个时间。
第二次世界大战期间，德国将欧洲中部时间执行到所有它占领的区域。

## 时区划分
地理因素以外，政治因素也是时区划分的原因。因此实际上的时区与经线并不完全吻合。欧洲东部时间（UTC+2）时区，根据地理学术语规定，位置为东经22°30'到东经37°30'之间的区域。而实际上，有些地理在欧洲东部时间/UTC+2时区的地区，使用的是其它时区；与此相反，有些地理上不在欧洲东部时间/UTC+2时区的地区，使用的却是欧洲东部时间。下面列出了这些地区：

### 位于东经22°30'以东，使用欧洲中部时间/UTC+1时区的国家（地理上为欧洲东部时间/UTC+2时区）
- 马其顿共和国东部，包括斯特鲁米察。
- 塞尔维亚最东部皮鲁特地区，包括皮鲁特市。
- 匈牙利和斯洛伐克最东部，分别与乌克兰外喀尔巴阡州的北部和南部相领。
- 波兰最东部，包括卢布林和比亚韦斯托克。
- 瑞典北博滕省最北部，包括卡利克斯和哈帕兰达。
- 挪威最北部，位于芬兰以北，包括芬马克。

### 位于东经22°30'以西，使用欧洲东部时间/UTC+2时区的国家（地理上为欧洲中部时间/UTC+1时区）
- 雅典最西部，包括帕特雷、约阿尼纳和科孚岛。
- 保加利亚最西部，包括维丁省和丘斯滕迪尔省。
- 罗马尼亚最西部，包括卡拉什-塞维林县、蒂米什县、阿拉德县和比霍尔县，还包括梅赫丁茨县和萨图马雷县的西部。
- 乌克兰与匈牙利和斯洛伐克相邻外喀尔巴阡州。
- 俄罗斯加里宁格勒大部分地区。
- 立陶宛西部，包括克莱佩达、陶拉盖和泰尔西艾。
- 拉脱维亚西部，包括利耶帕亚和文茨皮尔斯。
- 爱沙尼亚最西部的岛屿：萨雷马岛和希乌马岛
- 芬兰的西南海岸，包括图尔库和奥兰群岛，奥兰群岛也是整个欧洲使用欧洲东部时间最西的地方。

### 位于东经37°30'以东，使用欧洲东部时间/UTC+2时区的国家（地理上为UTC+3时区）
- 土耳其东部，包括凡城，迪亚巴克尔、特拉布宗和马拉蒂亚；还包括加济安泰普东部。从地理的角度讲，那个区域不属于欧洲，但是政治上属于欧洲。土耳其最东的城市是位于东经44°34'的Şemdinli。
- 乌克兰的最东部，包括卢甘斯克、顿涅茨克和马里乌波尔。

### 位于东经37°30'以西，使用UTC+3时区的国家（地理上为欧洲东部时间/UTC+2时区）
- 俄罗斯，莫斯科以西地区，包括从摩尔曼斯克到别尔哥罗德的区域，其中大城市有圣彼得堡、大诺夫哥罗德和普斯科夫等。

由于2011年俄罗斯调整时区，取消冬令时，统一使用夏令时，因此上述地区曾改为全年使用UTC+4时区。加里宁格勒地区则曾改为全年使用UTC+3时区。